# Catedral de San José (Bayonne)
La catedral de San José (en inglés: St. Joseph Cathedral ) Es el nombre que recibe un edificio religioso que sirve como una catedral católica de rito siríaco o sirio en plena comunión con la Santa Sede, que está situada en Bayonne, New Jersey, al norte de Estados Unidos.  
Es la sede de la eparquía de Nuestra Señora de la Liberación de Newark (Eparchia Dominae Nostrae Liberationis Novarcensis Syrorum o Syrian Catholic Eparchy of Our Lady of Deliverance of Newark) que fue creada por el papa Juan Pablo II en 1995 mediante la bula Principis Apostolorum. 
La catedral fue establecida en la antigua Iglesia Católica de rito Romano de San José, una antigua parroquia de la Arquidiócesis de Newark, en 2011.

## Referencias

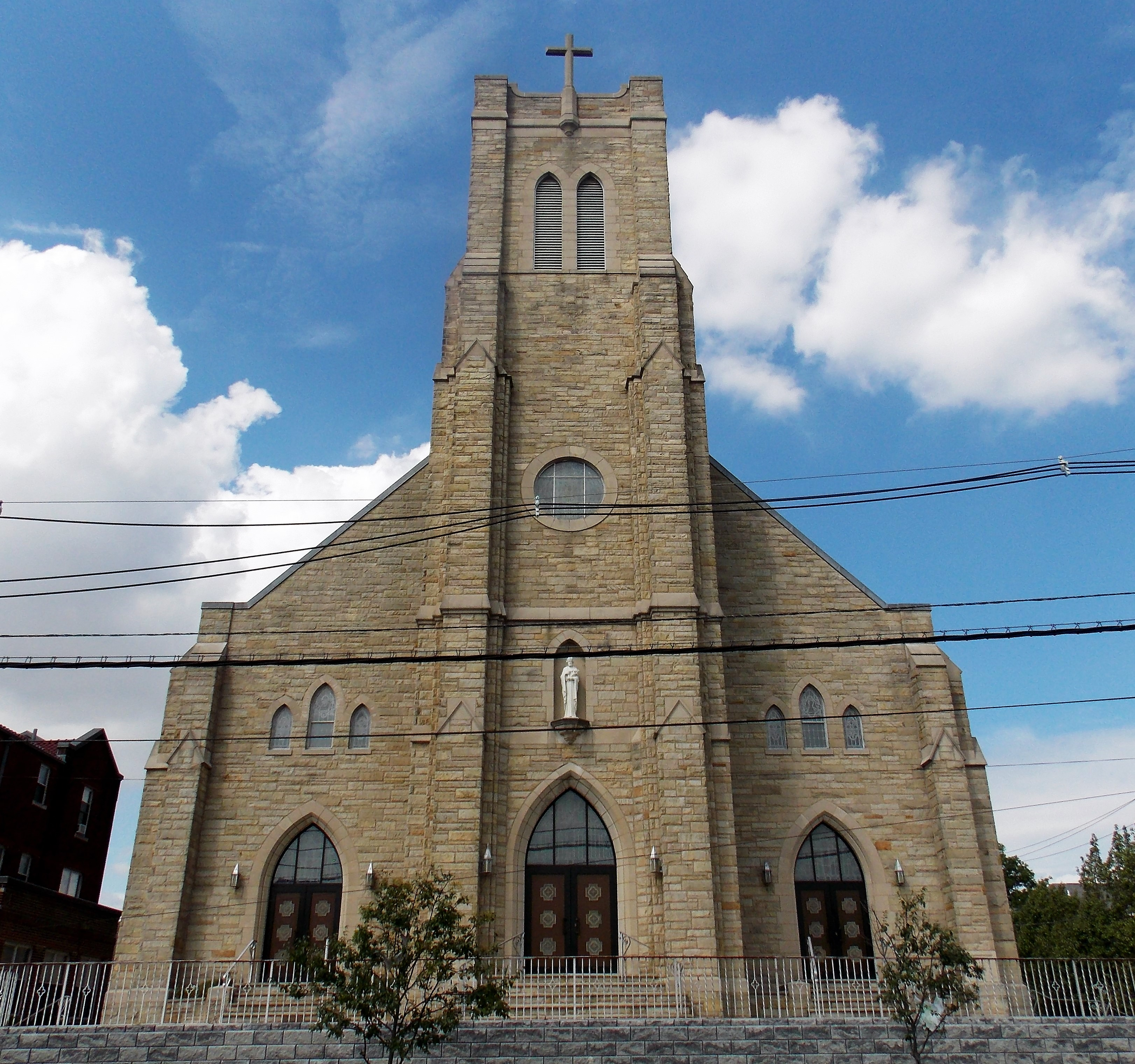
Otra vista del templo